# Rover SD1
Der Rover SD1 bezeichnet eine Modellreihe von Pkw der oberen Mittelklasse, die British Leyland und die Austin Rover Group von Mitte 1976 bis Herbst 1986 herstellten.

## Hintergründe zur Modellentstehung
1971 begann Rover, zu diesem Zeitpunkt bereits Teil von British Leyland (BL), ein Nachfolgemodell für den Rover P6 und Triumph 2000 zu entwickeln. Designer von Rover und Triumph reichten Pläne für den neuen Wagen ein; Rovers Lösung mit Schrägheck wurde schließlich realisiert. David Bache leitete das Design-Team und ließ sich von Modellen wie dem Ferrari Daytona und einer Designstudie von Pininfarina aus den späten 1960er-Jahren für den Austin 1800, die bei Citroen zu den Modellen GS und CX geführt hatte, inspirieren. Charles Spencer King war für die Technik verantwortlich. Die beiden hatten bereits vorher beim Range-Rover-Projekt zusammengearbeitet. Das neue Projekt hieß zuerst RT1 (für: Rover Triumph Nr. 1), änderte sich aber bald in SD1 (für: Special Division No. 1), da Rover und Triumph die neue Special Division bildeten. Als SD2 wurde eine kleinere Fließhecklimousine entwickelt, die das Modellangebot unterhalb des SD1 ergänzen sollte; sie ging aber nicht in Serie. Der SD1 wird häufig fälschlicherweise auch als SDi bezeichnet. „SD“ steht jedoch für „Special Division“ und „1“ als das erste Auto, das von diesem firmeneigenen Design-Team entworfen wurde.
Der neue Wagen sollte im Marktsektor des 5er-BMW und des Citroën CX zu einem vergleichsweise günstigen Preis angeboten werden. Daher wurde die aufwändige Technik des Vorgängertyps fallengelassen, dies betrifft insbesondere das Fahrwerk mit den quer und längs eingebauten Dreieckslenkern vorn und der Verbundachse hinten. Rover wählte diesen Weg, da man der Meinung war, dass zwar die Motorfachpresse durch neuartige und komplizierte Konstruktionen zu beeindrucken sei, die Käufer sich aber auch mit einfacheren Lösungen zufriedengeben, solange diese zu guten Ergebnissen führten.

## Spezifikationen
Der SD1 wurde im Juni 1976 mit dem V8 vorgestellt, das Spitzenmodell erhielt den aus dem P6 bekannten 3,5-Liter-V8-Motor, der auf den „Small-Block“-V8 mit 215 Kubikzoll Hubraum aus dem Buick Special zurückging. Rover hatte Mitte der 1960er Jahre von General Motors die Lizenz für den Bau des aus einer Leichtmetalllegierung gefertigten V8 erworben. Das Gemisch bereiteten zwei SU-Gleichdruck-Vergaser von Typ „HIF“ auf. Mit einer Verdichtung von 9,35:1 leistete der Motor bei der Nenndrehzahl von 5500/min 116 kW (155 bhp). Die Nockenwelle ist zentral angeordnet und betätigt die Ventile über Stößel, Stoßstangen und Kipphebel. Mit geänderten Saugrohren und Steuerzeiten und größeren Einlassventilen leistete er mehr als im Vormodell. Seine neuentwickelte elektronische Lucas-Zündung ist kontaktlos. Der Rover 3500 wurde von der Motorfachpresse positiv aufgenommen und zum Auto des Jahres 1977 gewählt. Das Modell wurde nur als Rover angeboten, während der TR7 weiterhin den Namen Triumph trug.
Ende 1977 kamen die beiden Sechszylindermotoren mit obenliegender Nockenwelle und 2,3 oder 2,6 Litern Hubraum dazu. Sie unterscheiden sich nur durch den Hub: 76 mm bei der kleineren Maschine (2350 cm³ Hubraum), 84 bei der größeren (2597 cm³ Hubraum); die Bohrung ist mit 81 mm gleich. Diese Reihenmotoren haben einen Block aus Grauguss und einen Leichtmetall-Querstromzylinderkopf, das Gewicht wurde für beide Sechszylinder einheitlich mit 196 kg angegeben und unterscheidet sich damit kaum vom Leichtmetall-V8. Die Kolben des kleineren Motors stellte Hepworth & Grandage her, die des größeren Mahle (Duothermkolben). Die Kurbelwelle ist vierfach gelagert. Einlassventile werden über Tassenstößel, Auslassventile dagegen über längere Kipphebel betätigt. Ein Zahnriemen treibt die Nockenwelle an. Der V8 hat eine Transistorzündung, die kleineren Sechszylinder haben noch konventionelle Spulenzündungen mit mechanischen Unterbrechern. Die Pläne von Rover, den damals neuen 2,6-Liter-Vierzylinder-Reihenmotor einzusetzen, wurden bald wieder aufgegeben, da sich die Leitung von British Leyland für diese wesentlich überarbeiteten Versionen des Triumph-Sechszylinders entschied.
Die De-Dion-Hinterachse des Vorgängers Rover P6 mit ihren innenliegenden Scheibenbremsen wich beim SD1 einer Starrachse, die bei allen Modellen mit Trommelbremsen ausgestattet war. Die Starrachse war als Deichselachse (andere Bezeichnungen: Anker- oder Zentralgelenkachse) ausgelegt: sie stützte sich über ein sogenanntes Schubrohr am Wagenkörper ab und war an einem Längslenker je Seite längs sowie einem Watt-Gestänge quer zur Fahrtrichtung geführt. Die unkonventionelle P6-Vorderachse mit Umlenkarmen und horizontal angeordneten Schraubenfedern wurde durch eine einfache MacPherson-Federbeinachse ersetzt.

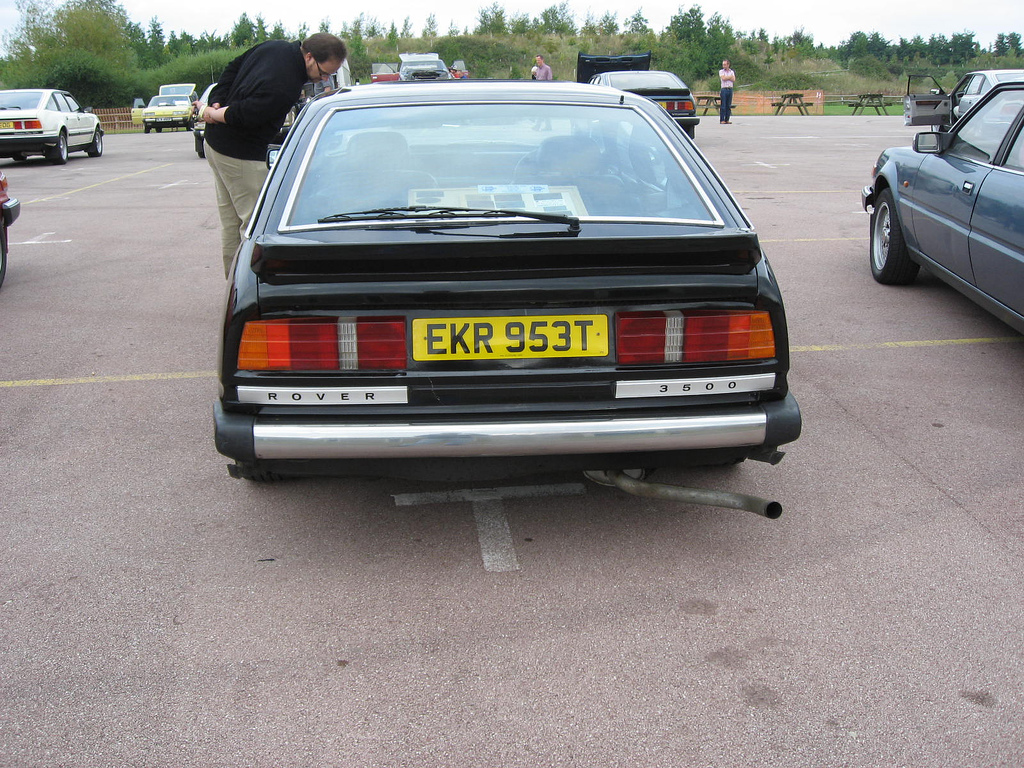
Heckansicht

Das Modell 3500 wird serienmäßig mit einem dreistufigen Getriebeautomaten mit hydraulischem Drehmomentwandler und Planetenradsatz von Borg-Warner, Modell 65 ausgestattet. Als Option gab es auch ein Fünfganggetriebe, mit einer Übersetzung im höchsten Gang von 0,83:1, was einer Schoncharakteristik entspricht. Damit ergab sich bei einer Geschwindigkeit von 160 km/h ein vergleichsweise moderates Drehzahlniveau von 4000/min.
Der Rover SD1 ist das erste Modell des Herstellers mit einer Zahnstangenlenkung, hier servounterstützt. Es gab ein Zweikreisbremssystem mit vorderen Scheibenbremsen und selbstnachstellenden Trommelbremsen hinten, Bremskraftverstärker und einen Druckkraftbegrenzer für die Hinterachse. Der Rover 3500 stand serienmäßig auf Reifen der Größe 185/70 HR 14. An der Karosserie waren die vordere als auch die hintere Scheibe eingeklebt, die Frontscheibe bestand aus dem damals neuen Sicherheitsglas Triplex „Ten-Twenty“.
Weil die meisten Exportländer keinen Linksverkehr hatten, war die in Großbritannien für Rechtslenkung ausgelegte Armaturentafel völlig symmetrisch gestaltet. Zur einfachen Modifikation auf die Linkslenkung konnte der etwas klobig gestaltete Instrumentenblock einfach auf der anderen Seite montiert werden. Die Aussparung vor dem entsprechenden Beifahrersitz für die nicht vorhandene Lenksäule war als Belüftungsdüse ausgeführt.
Von der ebenfalls geplanten Kombiversion („Estate“) wurden nur Prototypen produziert. Es existiert allerdings ein Einzelstück dieses Typs, das der Vorstandsvorsitzende von BL, Sir Michael Edwardes, in den späten 1970er-Jahren für seine eigenen Zwecke nutzte.
Der Wagen wurde zusammen mit dem TR7 in einer neuen Halle der historischen Rover-Fabrik in Solihull gebaut. Das wurde auch von der britischen Regierung sehr befürwortet, die BL 1975 vor dem Bankrott gerettet hatte. Diese Modernisierung führte allerdings nicht zur Verbesserung der schlechten Qualität, an der alle BL-Fahrzeuge dieser Zeit litten. Auch die schnell verschleißenden Innenraummaterialien sorgten dafür, dass sich der anfängliche Enthusiasmus für das Modell bald in Enttäuschung verwandelte.
Bezeichnend für die geringe Qualität bei British Leyland war der Rover 2600, der als Testwagen bei der deutschen Zeitschrift auto motor und sport laufen sollte: Sein Motor ließ sich eines Tages nicht mehr starten, da eine Zylinderlaufbuchse nach unten gerutscht war und die Kurbelwelle blockierte. Pikant daran war, dass diese Motoren eigentlich ohne Laufbuchsen sein sollten und die übrigen Zylinder dieses Motors auch keine hatten. Gewöhnlich als Maßnahme zur Motorinstandsetzung gedacht, war so eine Laufbuchse hier bereits in der Serienneufertigung eingesetzt worden.
Ein größerer Umbau im BL-Konzern infolge des Ryder Reports sorgte 1981 dafür, dass die SD1-Produktionsstraße in das frühere Morris-Werk in Cowley, heute Teil von Oxford, verlegt wurde. Das Werk in Solihull wurde für den Bau des Land Rover hergerichtet, da diese Marke im Jahr 1978 von Rover abgetrennt worden war. Der sehr teure Anbau in Solihull, der extra für die Produktion des SD1 und des TR7 errichtet worden war, wurde geschlossen.

### Modellpflege
Zwischen den Jahren 1976 und 1981 gab es einige geringfügige Überarbeitungen an dem Modell wie neue Firmenembleme vorne und hinten sowie neue Außenspiegel. Anfang 1978 wurde das V8-S Spitzenmodell eingeführt.
Im Mai 1982 enthüllte Rover die neuen, in Cowley gebauten, Modelle. Diese Autos unterschieden sich äußerlich nur durch einige kosmetische Änderungen an der Karosserie von ihren Vorgängern (die 2. Serie hat einen Chromrand an den Scheinwerfern, etwas niedrigere Rückfenster und eine glatte C-Säule), hatten aber eine vollkommen neue Innenausstattung mit Holzapplikationen und geändertem Instrumententräger.
In diesem Jahr konnten sich SD1-Kunden auch für einen 2,0-l-Vierzylindermotor („O-Series“, Nachfolger der „B-Series“ mit obenliegender Nockenwelle) entscheiden, der auch in der Fließhecklimousine Princess und seinem Nachfolger Austin Ambassador sowie im Morris Ital verwendet wurde. Diese Version war für den in Großbritannien wichtigen Markt der Firmenflotten gedacht. Wegen des geringeren Hubraums wurde der Wagen günstiger besteuert.
Das Spitzenmodell der SD1-Modelllinie war der V8 mit elektronischer Benzineinspritzung. Zuerst wurde dieser Motor nur im Vitesse-Modell, das im Herbst 1982 präsentiert wurde, angeboten (als Nachfolger des Sportmodells V8-S), dann wurde er aber auch in die Basismodellversionen für USA und Australien eingebaut, damit diese den dortigen strengeren Regelungen zum Schadstoffausstoß entsprachen. Die Anpassungen am 3,5-Liter-Motor führten zu einer Leistungssteigerung von 157 auf 193 PS und umfassten eine höhere Verdichtung (von 9,35 auf 9,75), einen neuen Ansaugkrümmer und bearbeitete Ventilführungen sowie eine vergrößerte Abgasanlage.
Später wurde der V8-Einspritzmotor in den luxuriöseren Vanden Plas eingesetzt, der dann Vanden Plas EFi genannt wurde (EFi – Electronic Fuel Injection). Die Bezeichnung bezog sich auf den ehemaligen Karosseriehersteller Vanden Plas, der seit einigen Jahrzehnten zum Leyland-Konzern gehörte und dessen Name mittlerweile zu einem bloßen Namenszusatz geworden war. Da die Klientel für ein solches Modell üblicherweise ein Automatikgetriebe wünschte, bot Rover dieses zuerst als Extra in der Vitesse-Preisliste an, strich es aber später wieder und empfahl interessierten Kunden stattdessen den Vanden Plas EFi. Die Sonderausstattungen waren denen der Vitesse ähnlich, wie zum Beispiel elektrisch verstellbare Außenspiegel, elektrische Fensterheber, Zentralverriegelung, ein Trip-Computer, verstellbare Lenksäule und eine Stereoanlage mit vier Lautsprechern (eine Besonderheit zu dieser Zeit). Dazu kamen Ledersitze, ein elektrisches Schiebedach und ein Tempomat. Darüber hinaus erhielt die Vitesse eine große Heckabrisskante, wurde tiefergelegt, das Fahrwerk straffer ausgelegt und die Front erhielt eine Schürze, die dem Wagen ein sportlich aggressives Aussehen gab. Dazu kamen noch größere, damals populäre 15"-Kreuzspeichen-Alufelgen mit 205/60 VR 15-Reifen. Die auf aerodynamische Verbesserungen ausgelegten Karosserieänderungen im Zuge der Modellpflege führten laut Herstellerangaben zu einer Reduzierung des cw-Wertes von 0,405 auf 0,36.
Sehr selten sind Twin-Plenum-Vitesse-Modelle. Sie haben statt einer zwei Drosselklappen und wurden in sehr kleiner Zahl zur Homologation der Twin Plenum Racer hergestellt. Heute werden sie als die bessere Alternative zur Basisversion der Vitesse angesehen. Unter den SD1-Modellen gelten die Vitesse als begehrte Sammlerstücke.

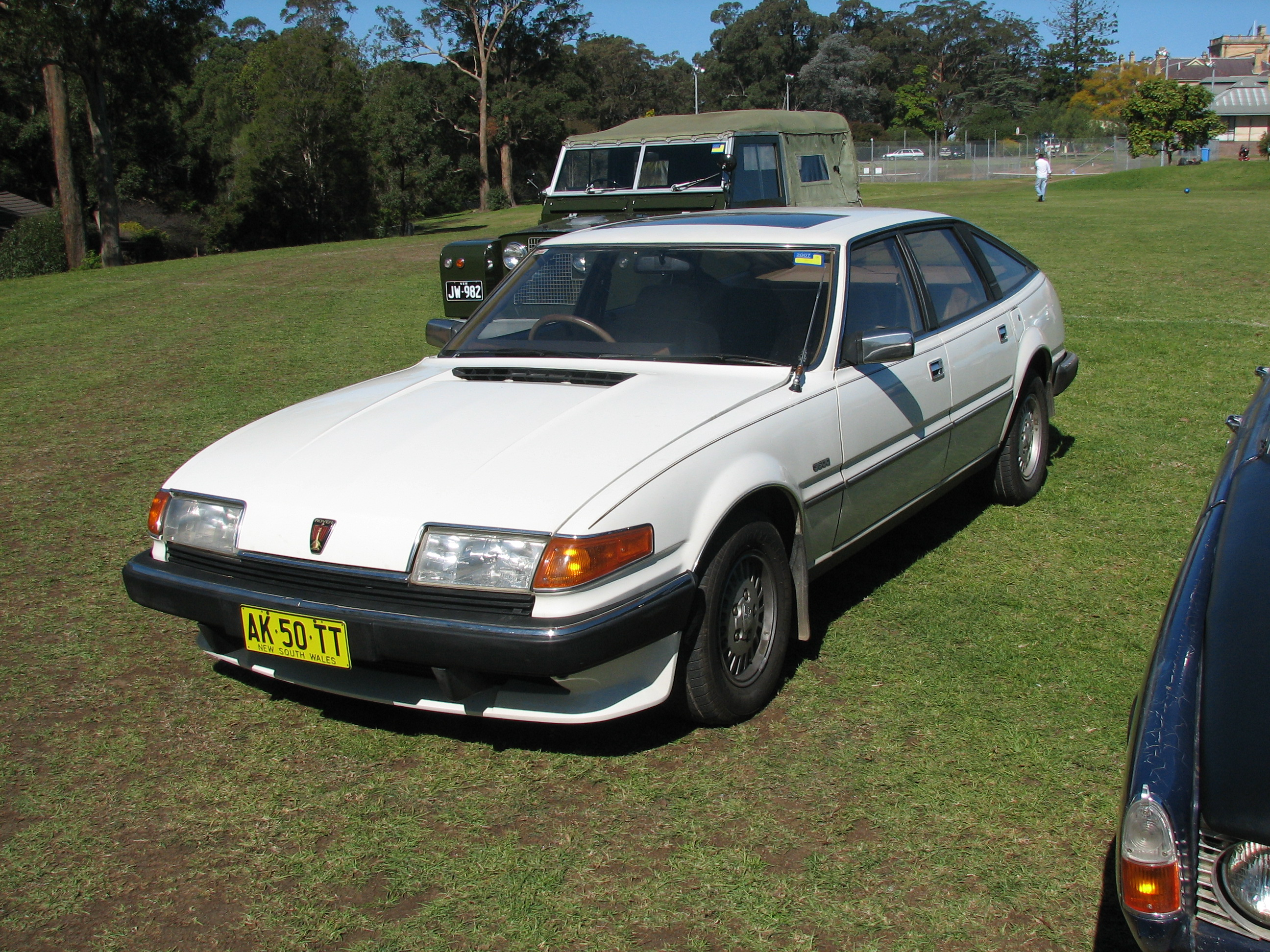
Rover 3500 (1982–1986)
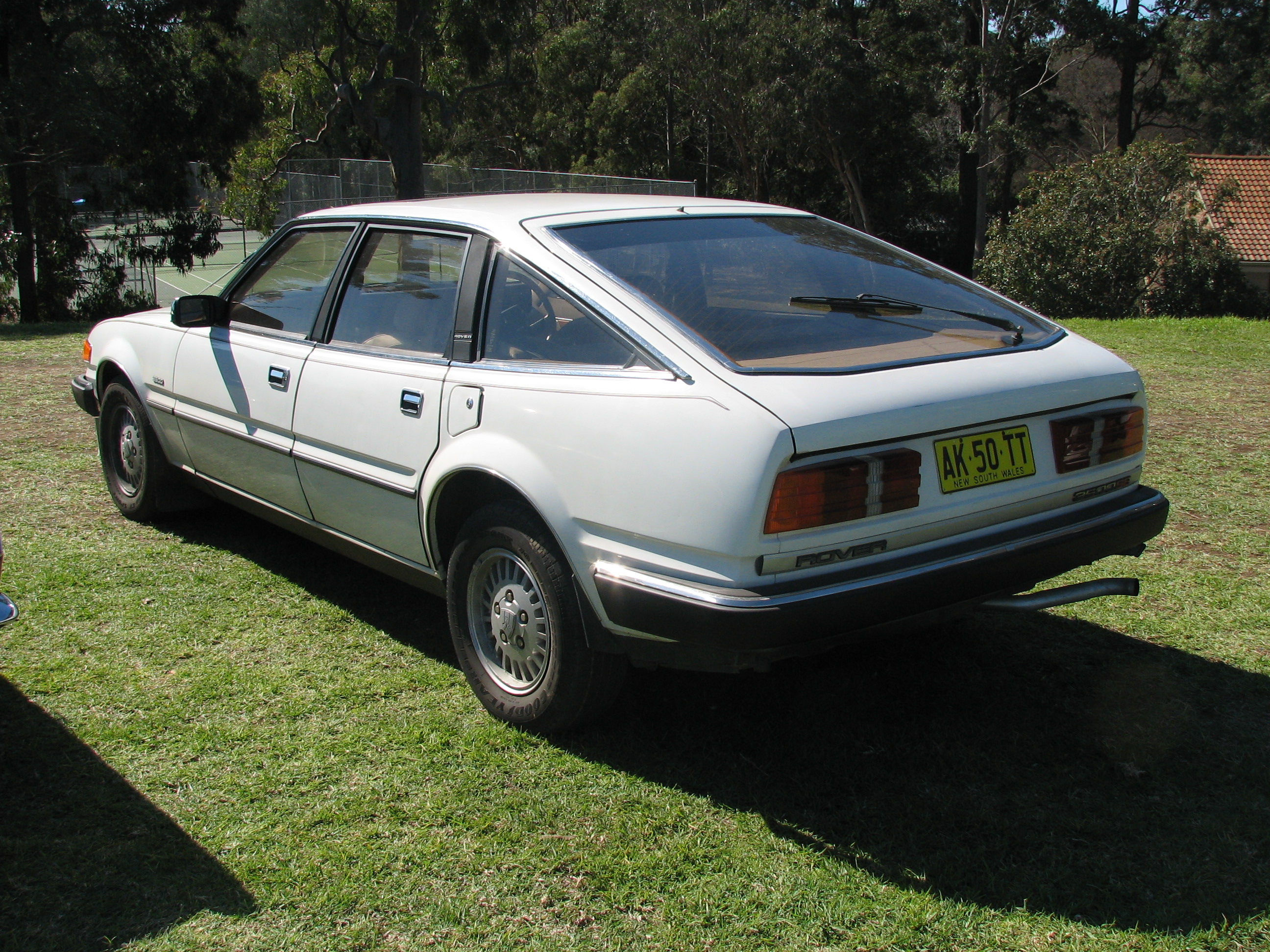
Heckansicht
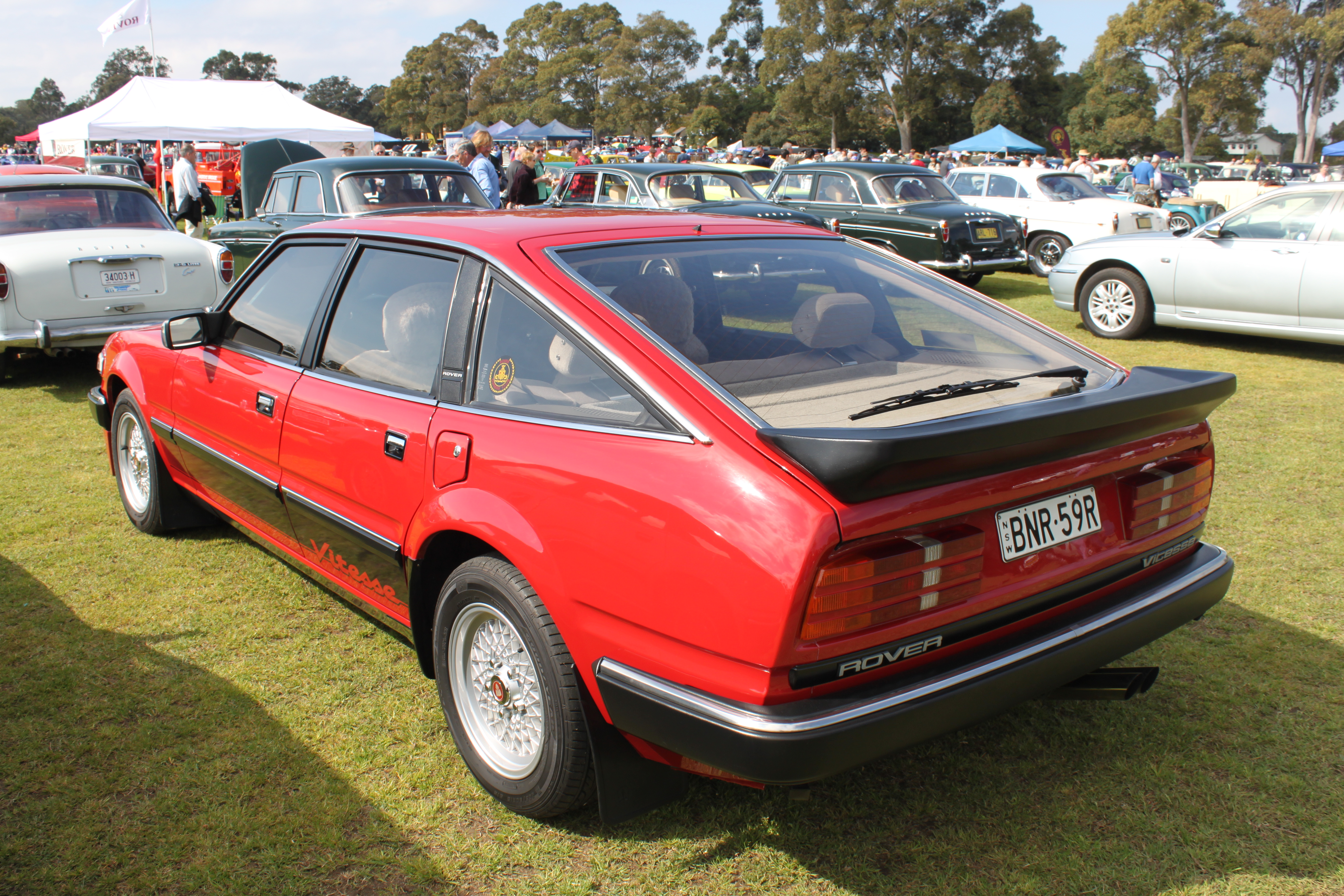
Rover 3500 Vitesse (1982–1986)
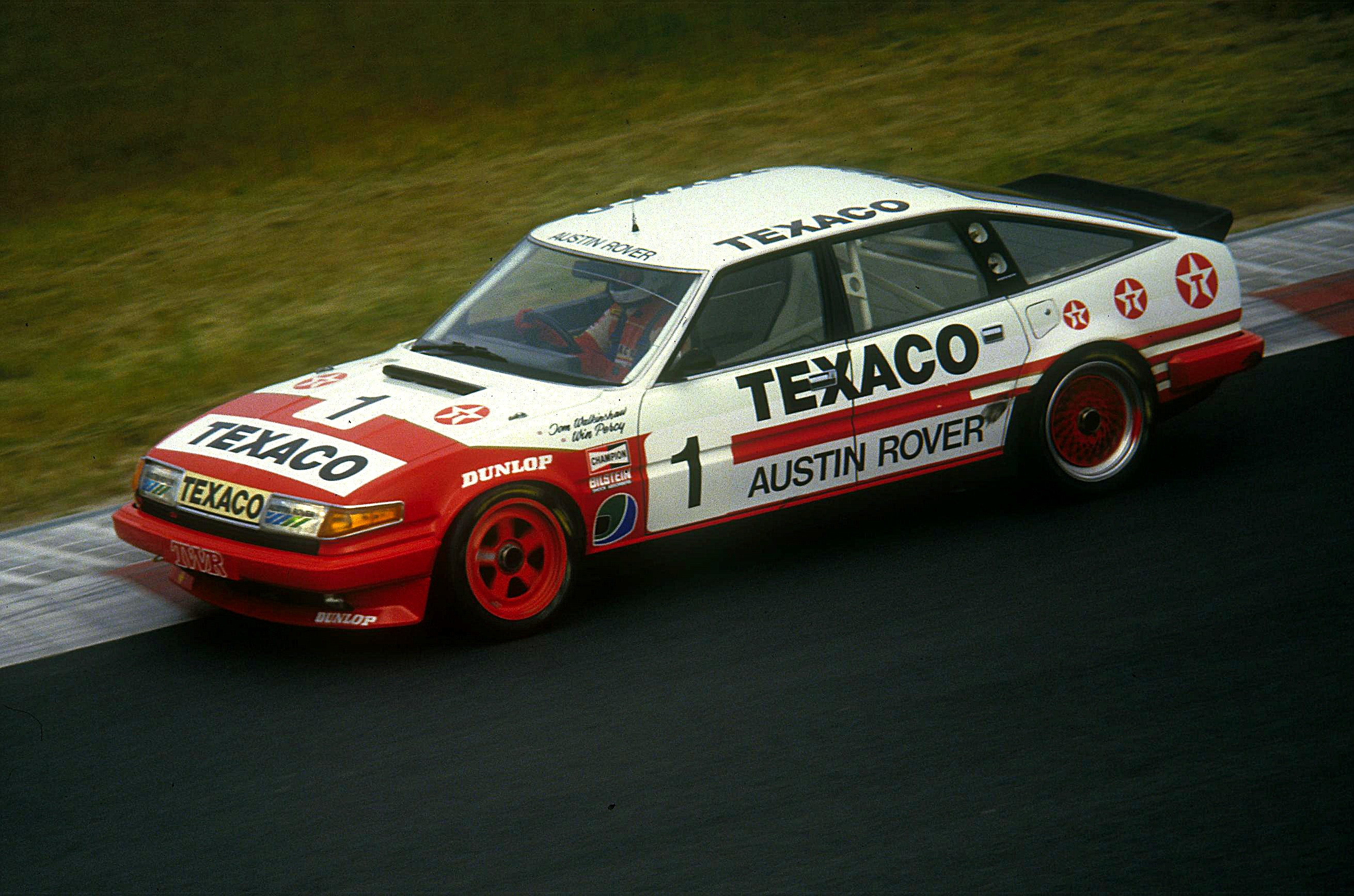
Rover Vitesse am Nürburgring (1985)
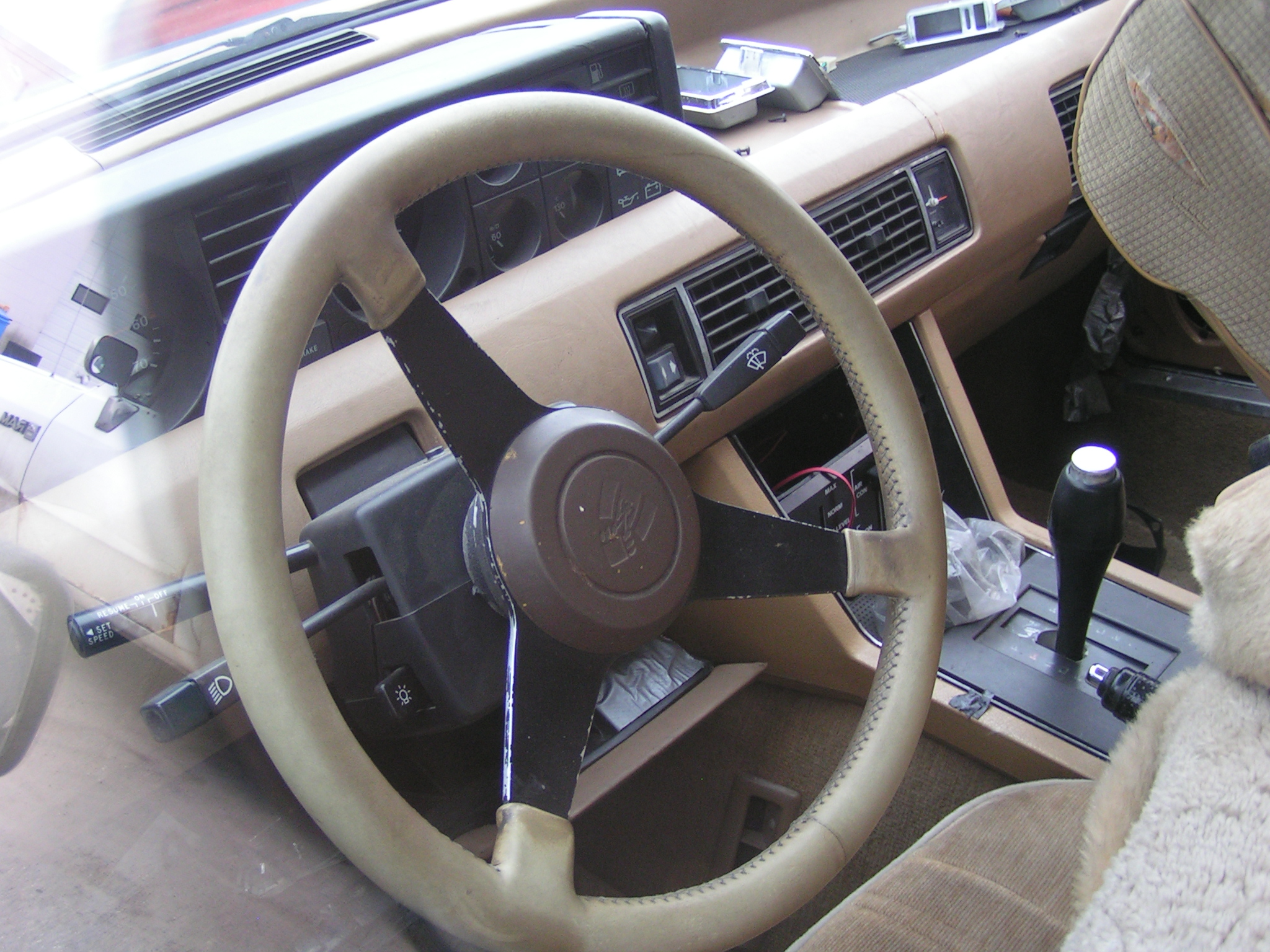
Rover SD1, Cockpit

## Einsatzfahrzeug der britischen Polizei
Der Rover SD1 wurde von der britischen Polizei beschafft und ist deshalb nicht selten in zeitgenössischen TV-Dokumentationen sowie Serien zu sehen.

## Einsatz im Motorsport
Mitte der 1980er Jahre setzte neben anderen Rennställen Tom Walkinshaw Racing den Rover SD1 bei einigen Rundstreckenrennen ein, in der Zeit von 1985 bis 1987 fuhr dabei auch der deutsche Fahrer Armin Hahne Rover SD1.

## Internationaler Markt

### USA
In den USA erhielt Rover 1980 für den SD1 die sehr teure Typzulassung und war damit nach 10 Jahren Abwesenheit wieder auf dem US-Markt vertreten – verkauft wurden 800 Exemplare.

### Südafrika
In Südafrika wurde zudem ein Rover 2600 mit einem in Südafrika produzierten Motor gefertigt, der bei einem Hubraum von 2623 cm3 82 kW leistete.

### Indien
Nach der Produktionseinstellung in Großbritannien wurde der SD1 Mitte der 1980er-Jahre für kurze Zeit in Chennai (Indien) als Standard 2000 gebaut, von 1985 bis 1988. Das inzwischen geschlossene Werk der Standard Motor Products of India stellte eine Version mit einem alten, auf das Jahr 1947 zurückgehenden 2,0-l-Motor und einer größeren Bodenfreiheit her, die den indischen Anforderungen besser entsprach. Auch dies wurde ein Misserfolg, sodass Standard Motor die Automobilproduktion bald einstellte.

## Technische Daten
| Rover SD 1                | 2000 (1982–1986) | 2300 (1977–1986) | 2600/2600 S (1977–1986) | 3500 (1976–1986) | 3500 EFi/Vitesse (1982–1986)1 | 2400 SD Turbo (1982–1985) |
| ------------------------- | --- | --- | --- | --- | --- | --- |
| Motor:                    | Vierzylinder-Reihenmotor, Kurbelwelle fünffach gelagert | Sechszylinder-Reihenmotor, Kurbelwelle vierfach gelagert | Sechszylinder-Reihenmotor, Kurbelwelle vierfach gelagert | Achtzylinder-V-Motor2 Kurbelwelle fünffach gelagert | Achtzylinder-V-Motor2 Kurbelwelle fünffach gelagert | Vierzylinder-Reihenmotor von VM Motori mit KKK-Turbolader (Typ K24) |
| Ventilsteuerung:          | obenliegende Nockenwelle, Zahnriemen | Kipphebel, obenliegende Nockenwelle, Zahnriemen | Kipphebel, obenliegende Nockenwelle, Zahnriemen | Stoßstangen, Hydrostößel, Kipphebel, zentrale Nockenwelle, Kette | Stoßstangen, Hydrostößel, Kipphebel, zentrale Nockenwelle, Kette | Kipphebel, Stoßstangen, seitliche Nockenwelle |
| Hubraum:                  | 1994 cm³ | 2350 cm³ | 2597 cm³ | 3528 cm³ | 3528 cm³ | 2393 cm³ |
| Bohrung × Hub:            | 84,45 mm × 71,1 mm | 81 mm × 76 mm | 81 mm × 84 mm | 88,9 mm × 71,12 mm | 88,9 mm × 71,12 mm | 92 mm × 90 mm |
| Höchstleistung bei 1/min  | 75,3 kW 101 (bhp) 5250 | 90,4 kW 123 PS 5000 | 99,3 kW 135 PS 5500 | 115,4 kW 157 PS 5250 | 141,9 kW 193 PS 5280 | 66,9 kW 91 PS 4200 |
| Max. Drehmoment bei 1/min | 163 Nm (16,6 mkp) 3250 | 181 Nm (18,5 mkp) 4000 | 204 Nm (20,8 mkp) 3500 | 269 Nm (27,4 mkp) 2500 | 298 Nm (30,4 mkp) 4000 | 193 Nm (19,7 mkp) 2350 |
| Gemisch- aufbereitung:    | Zwei Gleichdruck-Flachstromvergaser | Zwei Gleichdruck-Flachstromvergaser | Zwei Gleichdruck-Flachstromvergaser | Zwei Gleichdruck-Flachstromvergaser | Elektron. Einspritzung | Verteilereinspritzpumpe |
| Gemisch- aufbereitung:    | SU HIF 44 | SU HS 6 | SU HS 6 | SU HIF 63 | Lucas L | Bosch |
| Kühlung:                  | Wasserkühlung | Wasserkühlung | Wasserkühlung | Wasserkühlung | Wasserkühlung | Wasserkühlung |
| Getriebe:                 | 4-Gang a. W. Automatik4 | 4-Gang a. W. 5-Gang oder Automatik4 | 5-Gang, auf Wunsch Automatik4 | 5-Gang, auf Wunsch Automatik4 | 5-Gang, auf Wunsch Automatik4 | 5-Gang |
| Radaufhängung vorn:       | MacPherson-Federbeine, Querlenker, Stabilisator, Zahnstangenlenkung | MacPherson-Federbeine, Querlenker, Stabilisator, Zahnstangenlenkung | MacPherson-Federbeine, Querlenker, Stabilisator, Zahnstangenlenkung | MacPherson-Federbeine, Querlenker, Stabilisator, Zahnstangenlenkung | MacPherson-Federbeine, Querlenker, Stabilisator, Zahnstangenlenkung | MacPherson-Federbeine, Querlenker, Stabilisator, Zahnstangenlenkung |
| Radaufhängung hinten:     | starre Deichselachse, Längslenker, Wattgestänge (quer), Schraubenfedern 2600, 3500, 3500 EFi/Vitesse, im 2400 SD Turbo zusätzlich automatischer Niveauausgleich (Boge) | starre Deichselachse, Längslenker, Wattgestänge (quer), Schraubenfedern 2600, 3500, 3500 EFi/Vitesse, im 2400 SD Turbo zusätzlich automatischer Niveauausgleich (Boge) | starre Deichselachse, Längslenker, Wattgestänge (quer), Schraubenfedern 2600, 3500, 3500 EFi/Vitesse, im 2400 SD Turbo zusätzlich automatischer Niveauausgleich (Boge) | starre Deichselachse, Längslenker, Wattgestänge (quer), Schraubenfedern 2600, 3500, 3500 EFi/Vitesse, im 2400 SD Turbo zusätzlich automatischer Niveauausgleich (Boge) | starre Deichselachse, Längslenker, Wattgestänge (quer), Schraubenfedern 2600, 3500, 3500 EFi/Vitesse, im 2400 SD Turbo zusätzlich automatischer Niveauausgleich (Boge) | starre Deichselachse, Längslenker, Wattgestänge (quer), Schraubenfedern 2600, 3500, 3500 EFi/Vitesse, im 2400 SD Turbo zusätzlich automatischer Niveauausgleich (Boge) |
| Radstand:                 | 2815 mm | 2815 mm | 2815 mm | 2815 mm | 2815 mm | 2815 mm |
| Maße:                     | Länge: 4699 mm, Breite: 1768 mm, Höhe: 1358 mm | Länge: 4699 mm, Breite: 1768 mm, Höhe: 1358 mm | Länge: 4699 mm, Breite: 1768 mm, Höhe: 1358 mm | Länge: 4699 mm, Breite: 1768 mm, Höhe: 1358 mm | Länge: 4699 mm, Breite: 1768 mm, Höhe: 1358 mm | Länge: 4699 mm, Breite: 1768 mm, Höhe: 1358 mm |
| Leergewicht:              | 1270 kg | 1320 kg | 1350 kg | 1355 kg | 1440 kg | 1350 kg |
| Beschleunigung 0–100 km/h | | | | | 7,3s (Werk) 9,1s | |
| Höchstgeschwindigkeit     | 167 km/h | 180 km/h | 187 km/h | 203 km/h | 217 km/h 212 km/h | 165 km/h |
| Stückzahl:                | 20.554 | 42.996 | 108.572 | 108.956 | EFi: 1.113 Vitesse: 3.897 | 10.081 |

1EFi: 1984–86, 2elektron. Zündung (Lucas), 3ab 1982: zwei Strombergvergaser vom Typ 175CD mit Startautomatik,4bis 1981 BorgWarner-Dreigang-Automatik, danach GM Typ TH180 (3L30) (ebenfalls Dreigang)